# Concorrenza perfetta
La concorrenza perfetta, in economia, è una forma di mercato caratterizzata dall'impossibilità degli imprenditori di fissare il prezzo di vendita dei beni prodotti,  che è fissato invece dall'incontro della domanda e dell'offerta, che a loro volta sono espressione dell'utilità e del costo marginale. L'impresa non può determinare contemporaneamente quantità e prezzo d'equilibrio del mercato.
La definizione di concorrenza perfetta fa riferimento a quella situazione in cui, per il numero degli operatori economici presenti sul mercato, ciascuno di essi (sia esso espressione della domanda ovvero consumatore e/o sia esso espressione dell'offerta ovvero produttore) crede fermamente di non avere la possibilità di influenzare in alcun modo, attraverso i propri comportamenti, il prezzo di vendita dei beni e/o servizi scambiati sul mercato.

## Descrizione
La curva di domanda è semplificata con una retta, ovvero una funzione lineare e quindi invertibile di prezzo e quantità, inclinata negativamente.
Il mercato di concorrenza perfetta, lungi dall'essere una rappresentazione veritiera della realtà, costituisce un presupposto alla base di molti modelli economici di analisi dell'equilibrio.
L'equilibrio concorrenziale si contrappone ad altri modelli - come quello consequenziale - ma possiede delle caratteristiche che lo rendono desiderabile rispetto a questi ultimi dal punto di vista dell'efficienza economica.
Un mercato si può definire perfettamente e squisitamente concorrenziale quando si verificano le seguenti ipotesi:
1. il bene prodotto è omogeneo, quindi le unità di un certo tipo di bene sono tutte uguali tra loro;
2. le imprese operano in condizione di "informazione completa e simmetrica" (trasparenza di mercato), ossia tutti gli agenti economici (produttori e consumatori) dispongono di informazioni complete in merito ai costi di produzione, ai prezzi, alle caratteristiche dei beni, alla disponibilità sul mercato, al salario reale di equilibrio, ecc.;
3. le imprese che operano sul mercato hanno una dimensione atomica, tale da non poter influenzare in alcun modo i prezzi di vendita (le imprese sono Price-taker);
4. i consumatori hanno chiare le loro preferenze e le imprese conoscono le tecnologie messe a loro disposizione, che sono uguali per tutti e non possono essere sostituite;
5. gli agenti economici dispongono delle stesse informazioni in maniera certa;
6. la chiusura di un'impresa, giungerà quando essa non sarà più in grado di coprire i costi variabili, e quando il prezzo di vendita del bene sul mercato sarà inferiore al costo variabile unitario del bene;
7. libertà di entrata e uscita dal mercato, quindi non c'è il vincolo dei costi di transazione;
8. sono resi certi i diritti di proprietà delle risorse disponibili, in modo da conferire agli agenti economici una certa responsabilità nell'impiego dei propri mezzi;

Secondo la teoria microeconomica classica, la concorrenza perfetta è il meccanismo ottimale per l'allocazione efficiente delle risorse in quanto il prezzo di vendita che si forma sul mercato è quello che remunera tutti i fattori di produzione in base alla loro produttività marginale e non consente: creazione di extra profitti e sfruttamento del lavoro. Inoltre il prezzo (o meglio il sistema dei prezzi relativi) è anche quello che consente ai consumatori di massimizzare la loro soddisfazione. Questo risultato è noto come primo teorema dell'economia del benessere.
La concorrenza perfetta è stata studiata in particolar modo da Léon Walras.

## Equilibrio e impostazione del prezzo
Un'impresa è price taker in un mercato di concorrenza perfetta. L'impresa, in questo caso, trova l'equilibrio che può essere nel breve o nel lungo periodo, agendo sui costi CMg = RMg = P. Un'impresa che massimizza i profitti stabilisce di produrre un livello di output al quale il costo marginale è uguale al prezzo. Graficamente questo significa che la curva del costo marginale di un'impresa corrisponde alla curva di offerta.
Questa equazione è la condizione di massimo profitto, che si ricava ponendo a zero la derivata del profitto rispetto alla quantità prodotta, per trovarne il massimo.
La derivata dei ricavi totali rispetto alla quantità è il prezzo, mentre il termine che riguarda i costi fissi (indipendenti dalla quantità prodotta) si azzerano durante la derivazione.
Il ricavo marginale e il costo marginale rappresentano l'incremento di ricavo e di costo per l'impresa per ogni unità "nuova" di prodotto; se il costo e ricavo marginale si eguagliano, l'aggravio di costi e l'incremento di ricavi che generano un nuovo prodotto si compensano e danno un incremento di profitto pari a zero. È coerente il fatto che il massimo profitto si trovi in corrispondenza di un incremento dei profitti nullo (il valore è massimo quando la variabile non può più aumentare).
La decisione di chiusura in concorrenza perfetta:
- nel breve periodo i costi fissi sono irrecuperabili quindi l'impresa deve coprire almeno i costi variabili
- nel lungo periodo l'impresa deve coprire tutti i costi
- se non si coprono i costi si cessa l'attività.

Quando la retta del ricavo marginale e settoriale, che coincide con il prezzo, scende al di sotto del minimo della curva del costo variabile medio, non è più conveniente produrre. Tale punto di minimo è detto punto di fuga (dei produttori dal mercato).
Quando il prezzo è compreso fra il minimo del costo totale medio e quello del costo variabile medio, ci si trova in una situazione in cui è conveniente produrre in perdita pur di ammortizzare gli alti costi fissi.
Di seguito, riportiamo i principali grafici che descrivono un regime di concorrenza perfetta.
1. il mercato fa il prezzo
2. confronto prezzo dato dal mercato e costi marginali (CMg)
3. confronto CMg con costi variabili (CV)
4. nel lungo periodo prezzo uguale al minimo del costo medio e al costo marginale

## Critica al modello
Intorno agli anni quaranta nasce la tesi della concorrenza non-perfetta, e quindi nuovi approcci che tentano di risolvere il problema dell'informazione incompleta:
- la teoria dei giochi;
- la teoria dei contratti.

Nella realtà:
- non c'è omogeneità di prodotto, ma differenziazione per massimizzare il profitto e ottenere una posizione vantaggiosa sul mercato; questo consente di avere un margine di manovra sul prezzo praticato, benché minimo (le imprese non sono price-taker): monopolio. Inoltre la differenziazione di prodotto genera anche dei tentativi di carpire quali sono i gusti del consumatore;
- è impossibile che ci siano infiniti operatori sul mercato, per via delle economie di scala: oligopolio.

Hayek: “L'informazione in mano ai vari operatori presenti sul mercato è imperfetta”; quando si analizza la collettività, non si può definire l'informazione come data, acquisita, rigida, ma è necessario capire quanta e quale informazione hanno gli individui a loro disposizione; infatti, una comunità di individui che interagiscono non ha informazioni immutabili e informazioni sono anche le decisioni che gli altri individui prendono, influenzando in questo modo l'ambiente circostante (anche le imprese).
La concorrenza perfetta è un processo, un punto di partenza. Attraverso la sua evoluzione porta al risultato di uno stato di equilibrio ideale (il prezzo unico) che è il punto di arrivo.
Friedman: non può esserci un punto d'equilibrio nella concorrenza. Una teoria è corretta quando non viene smentita dalla realtà: per arrivare ad una teoria, è necessario formulare un'ipotesi, che deve essere generale e astratta (non reale); la teoria non descrive, non analizza comportamenti, ma individua delle condizioni. Il modello di concorrenza perfetta rappresenta una legge generale, con cui analizzare e osservare i mercati reali.
Sia Hayek che Friedman sostengono che, pur non potendo essere assunta a verità assoluta, la concorrenza perfetta è una teoria utile per formulare previsioni.